# Космин, Иван Владимирович
Косми́н, Ива́н Влади́мирович  (27 марта 1882, Слепуха Елецкого уезда — 7 июня 1973, Москва) — советский художник, член-корреспондент Академии художеств СССР. (1962), заслуженный деятель искусств РСФСР (1964). Автор портретов многих деятелей науки, культуры и искусства, партийной и государственной элиты СССР.

## Биография
Родился в крестьянской семье в селе Слепуха Елецкого уезда Орловской губернии (ныне Долгоруковский район Липецкой области) в 1882 году.
В 1906 году поступил в одно из самых знаменитых в России тех лет учебных заведений Пензенское художественное училище. По окончании училища в 1909 году был зачислен без экзаменов в Петербургскую Академию художеств. С 1912 обучался в мастерской профессора В. Е. Маковского, которую окончил в 1916 году с присуждением звания художника живописи. Один из исполненных Косминым портретов был приобретен для академического музея. О своей учёбе в академии он отзывался так: «…не быть в Академии, не учиться в ней — для меня самое большое несчастье. Я так хочу учиться!».
В 1916 году проходил военную службу в Лейб-гвардии Гусарском полку в качестве полкового художника.
В ноябре 1916 года в Приложении к «Новому времени» была опубликована заметка о том, что художник И. В. Космин исполнил портрет Великой княгини Виктории Фёдоровны, которая получила три георгиевские медали «за самоотверженную работу на передовых позициях».
С 1929 года — участник художественных выставок.
После 1917 года остался в России. Рисовал видных руководителей Белого движения (Портрет барона П. Н. Врангеля; 1920). Впоследствии неоднократно писал и выполнял рисунки многих известных личностей — учёных, деятелей культуры и искусства, лауреатов Сталинской премии, героев труда, руководителей советского государства. Не избежал он и официально-почетного для советского художника, работавшего в данном жанре, портретирования В. И. Ленина (1953). Запечатлел и его верную спутницу — Н. К. Крупскую (1933). Обладая мастерством рисовальщика, умением с документальной точностью воссоздавать портретное сходство с моделями, он вместе с тем не стремился их приукрасить, стремясь передать характер, сложность и неоднозначность их внутреннего мира.
Судьба отпустила художнику долгий срок. Он скончался в 1973 году.

## Награды и почётные звания
- В 1916 году удостоен золотой медали имени Виже-Лебрен. Однако в канцелярии академии ему предложили «ввиду невозможности в настоящее время изготовить означенную медаль, получить стоимость означенной медали в сумме 25 р.». И. В. Космин предпочел отказаться, написав в ответ: «Оставляю сие до более благоприятного времени в Отечестве».
- К 80-летнему юбилею удостоен звания члена-корреспондента Академии художеств СССР (1962).
- В 1964 году удостоен почётного звания Заслуженный деятель искусств РСФСР.
- В 1972 году награждён орденом Трудового Красного Знамени.